# فرودگاه سلطان عبدالحلیم
فرودگاه سلطان عبدالحلیم (به انگلیسی: Sultan Abdul Halim Airport) (به زبان بومی: Lapangan Terbang Sultan Abdul Halim) یک فرودگاه همگانی و نظامی مسافربری با کد یاتا AOR است که یک باند فرود آسفالت دارد و طول باند آن ۲۷۴۵ متر است. این فرودگاه در شهر پرلیس کشور مالزی قرار دارد و در ارتفاع ۵ متری از سطح دریا واقع شده است.

## شرکت‌های هواپیمایی و مقصدهای پروازی
| شرکت‌های هواپیمایی | مقصدهای پروازی                                             |
| ----------------- | ---------------------------------------------------------- |
| ایرآسیا           | کوالالامپور                                                |
| Firefly           | سلطان عبدالعزیز شاه                                        |
| مالزی ایرلاینز    | کوالالامپور Hajj: ملک عبدالعزیز، شاهزاده محمد بن عبدالعزیز |
| مالیندو ایر       | سلطان عبدالعزیز شاه                                        |